# Antennaria aureola
Antennaria aureola là một loài thực vật có hoa trong họ Cúc. Loài này được (Lunell) Chmiel. mô tả khoa học đầu tiên năm 1990.